# Vô Tích
Vô Tích (giản thể: 无锡市; phồn thể: 無錫市; bính âm: Wúxī Shì), tên gọi tắt là Tích, xưa từng có tên Lương Khê và Kim Quỹ, là một địa cấp thị thuộc tỉnh Giang Tô, Trung Quốc. Thành phố nằm ở phía nam tỉnh, thuộc vùng Giang Nam, ven bờ Thái Hồ và trong vùng châu thổ tam giác sông Trường Giang. Vô Tích quản lý 5 quận nội thành: Lương Khê, Bân Hồ, Tân Ngô, Huệ Sơn, Tích Sơn, cùng 2 thành phố cấp huyện là Giang Âm và Nghi Hưng – đều nằm trong nhóm 100 đơn vị hành chính cấp huyện phát triển hàng đầu Trung Quốc. Về vị trí địa lý, Vô Tích nằm ngay trung tâm khu vực Tô–Tích–Thường (Tô Châu – Vô Tích – Thường Châu) của phía nam Giang Tô; phía bắc giáp sông Trường Giang, phía nam tiếp giáp Thái Hồ, cách Thượng Hải 128,2 km về phía đông và giáp tỉnh Chiết Giang ở phía nam. Thành phố có lợi thế rõ rệt về giao thông, đồng thời giữ vị trí chiến lược quân sự quan trọng. Nhờ cảnh sắc và vị thế đặc biệt, Vô Tích được mệnh danh là “Viên minh châu của Thái Hồ”, đồng thời là đô thị trung tâm của vùng châu thổ tam giác sông Trường Giang và khu vực Tô–Tích–Thường.
Vô Tích là cái nôi của văn minh Giang Nam và văn hóa Ngô. Lịch sử thành văn của thành phố có thể truy nguyên đến cuối thời nhà Thương, nhưng thực tế quá trình hình thành và phát triển đã kéo dài hơn 3.000 năm. Năm 1981, Quốc vụ viện xếp Vô Tích vào nhóm 15 trung tâm kinh tế quốc gia, đồng thời là một trong 13 thành phố lớn đầu tiên được phê chuẩn, có quyền lập pháp địa phương. Thành phố cũng được công nhận là Thành phố lịch sử – văn hóa cấp quốc gia và thuộc nhóm Thành phố du lịch xuất sắc đầu tiên do Tổng cục Du lịch quốc gia công nhận năm 1998.

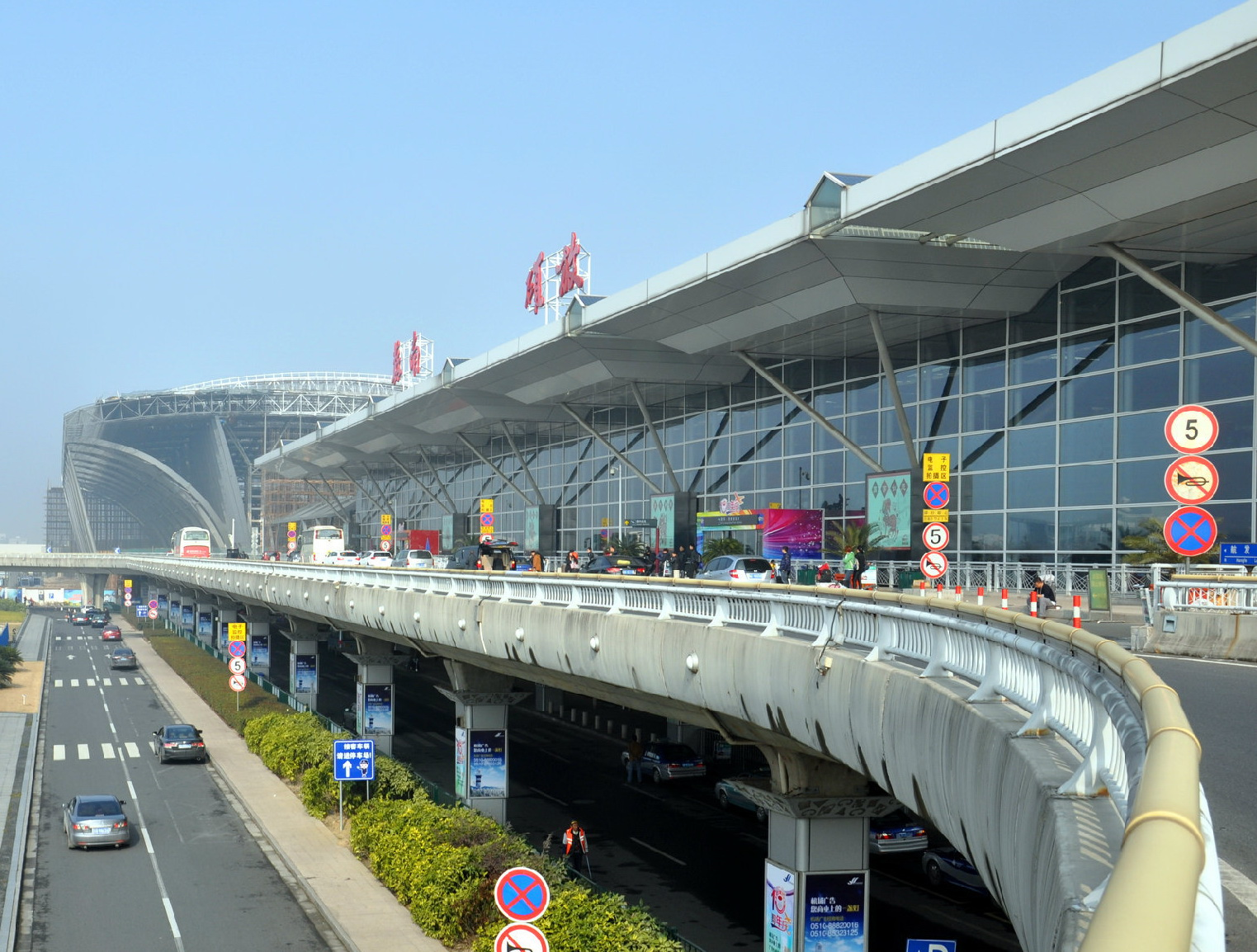
Sân bay quốc tế Thạc Phóng Vô Tích

Vô Tích là một trung tâm kinh tế – công nghiệp quan trọng của vùng đồng bằng sông Trường Giang, được mệnh danh là cái nôi của công nghiệp dân tộc Trung Quốc, công nghiệp thị trấn và là nơi khai sinh mô hình Tô Nam. Trong lịch sử, nơi đây nổi tiếng với các danh xưng “bến vải”, “bến tiền”, “bến gốm”, “thủ phủ tơ lụa” và “chợ gạo”. Thời cận đại, thành phố xuất hiện nhiều doanh nghiệp dân tộc và doanh nhân tiêu biểu, hiện nay, Vô Tích tập trung phát triển các ngành Internet vạn vật (IoT), mạch tích hợp và công nghệ sinh học – dược phẩm, tạo nên bản sắc kinh tế riêng. Là đầu mối giao thông tổng hợp cấp quốc gia, Vô Tích kết nối đồng bộ đường sắt, đường bộ, đường thủy và hàng không. Kinh Hàng Đại Vận Hà và cao tốc Bắc Kinh – Thượng Hải chạy qua thành phố; các tuyến đường sắt quốc gia như tuyến Bắc Kinh – Thượng Hải và đường sắt liên vùng Thượng Hải – Nam Kinh đều có các ga lớn tại đây. Phía đông nam thành phố có Sân bay quốc tế Thạc Phóng Vô Tích tiêu chuẩn 4E. Đến năm 2024, hệ thống tàu điện ngầm Vô Tích đã vận hành 5 tuyến, tổng chiều dài 145 km.
Vô Tích cũng là một thành phố du lịch nổi tiếng. Các danh thắng tiêu biểu gồm: chùa Sùng An, cổ trấn Huệ Sơn, đảo Bột Công trên hồ Lệ, khu Nguyên Đầu Chử bên Thái Hồ, tượng Phật Lăng Sơn, thị trấn Thiêm Hoa Loan, phim trường Trung Thị Vô Tích… Ngoài ra, các danh viên cổ kim như Ký Sướng Viên và Lệ Viên cũng nổi tiếng bậc nhất. Thành phố từng sản sinh nhiều danh nhân văn hóa và học thuật lớn, tiêu biểu như Cố Khải Chi, Nghi Vân Lâm, Tiền Mục, Tiền Chung Thư.

## Nguồn gốc tên gọi

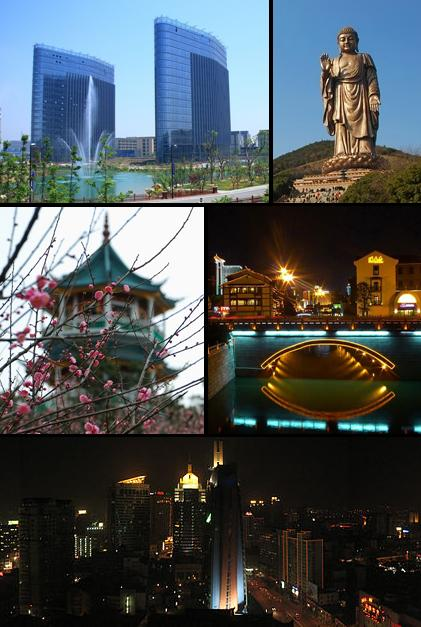
Ảnh Vô Tích

## Địa lý

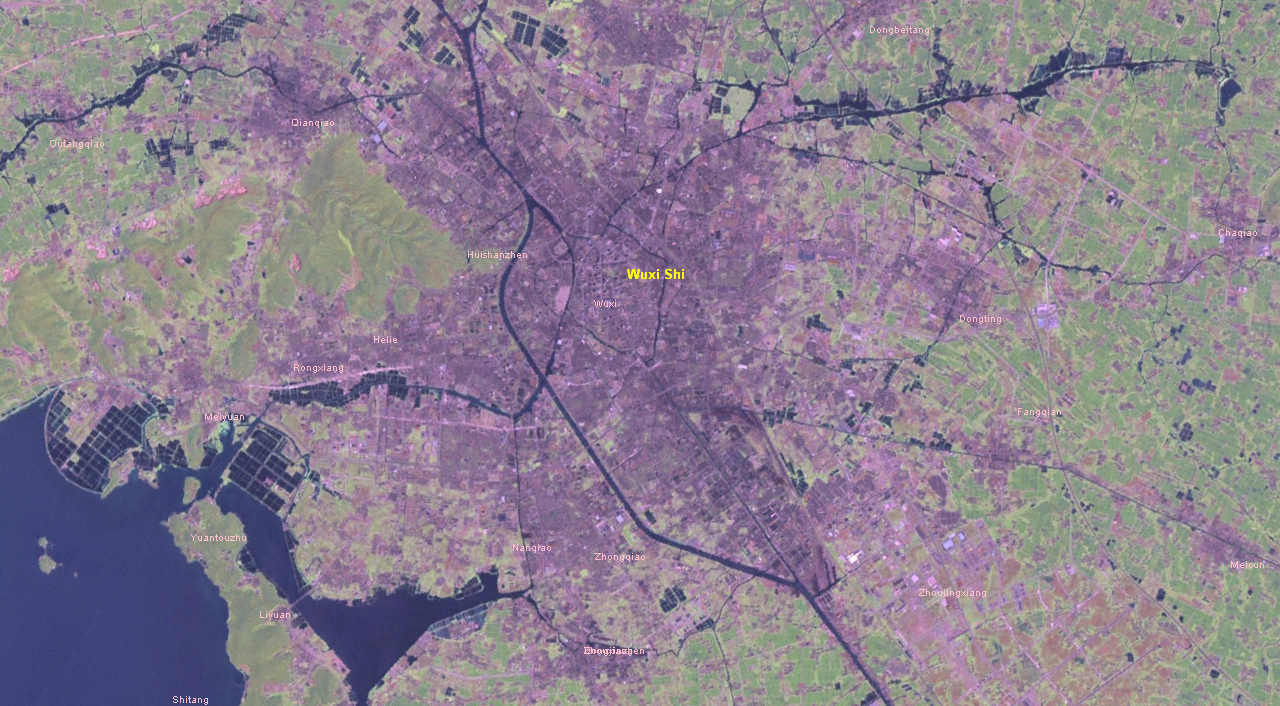
Bản đồ Vô Tích

### Thủy văn

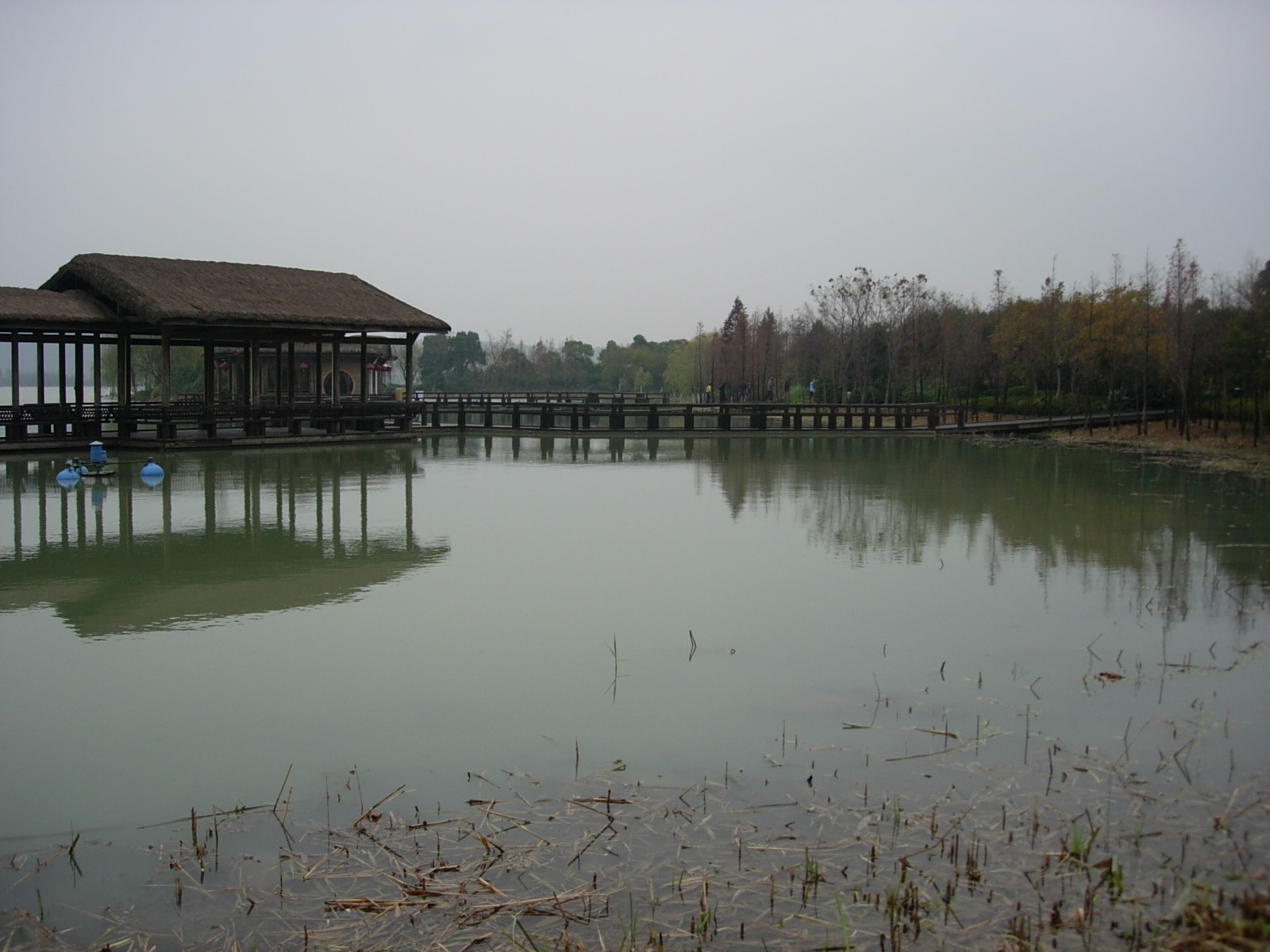
Phong cảnh Lệ Hồ

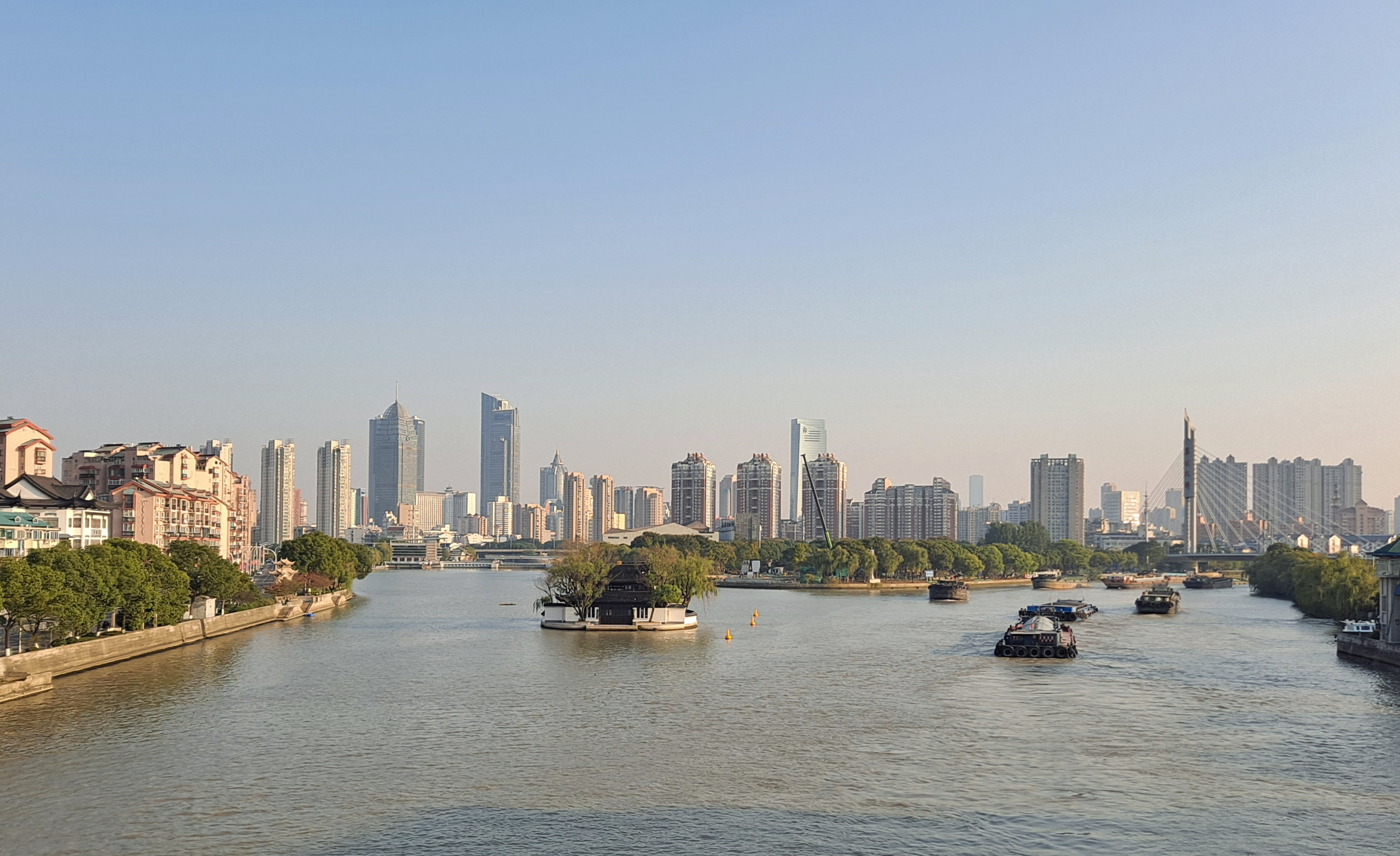
Đại Vận Hà đoạn tại Vô Tích

## Giao thông

Bản đồ mạng lưới metro Vô Tích

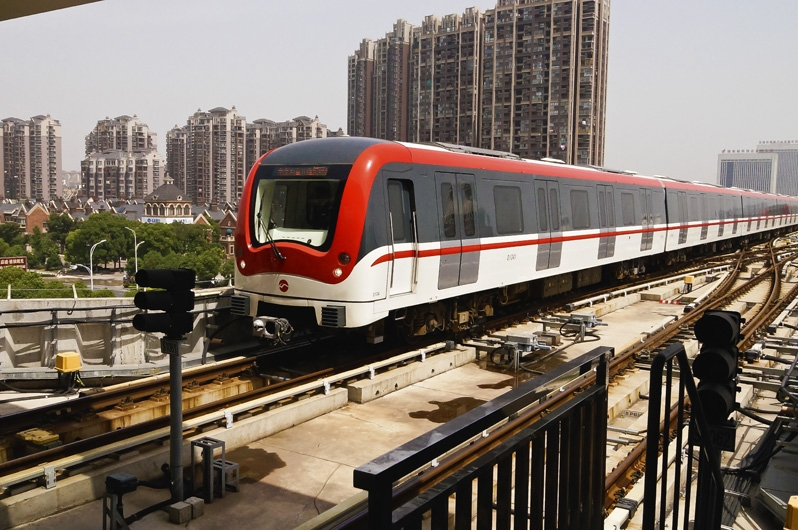
Một đoàn tàu tuyến số 1 Vô Tích đang chạy trên đoạn trên cao

### Đường sắt

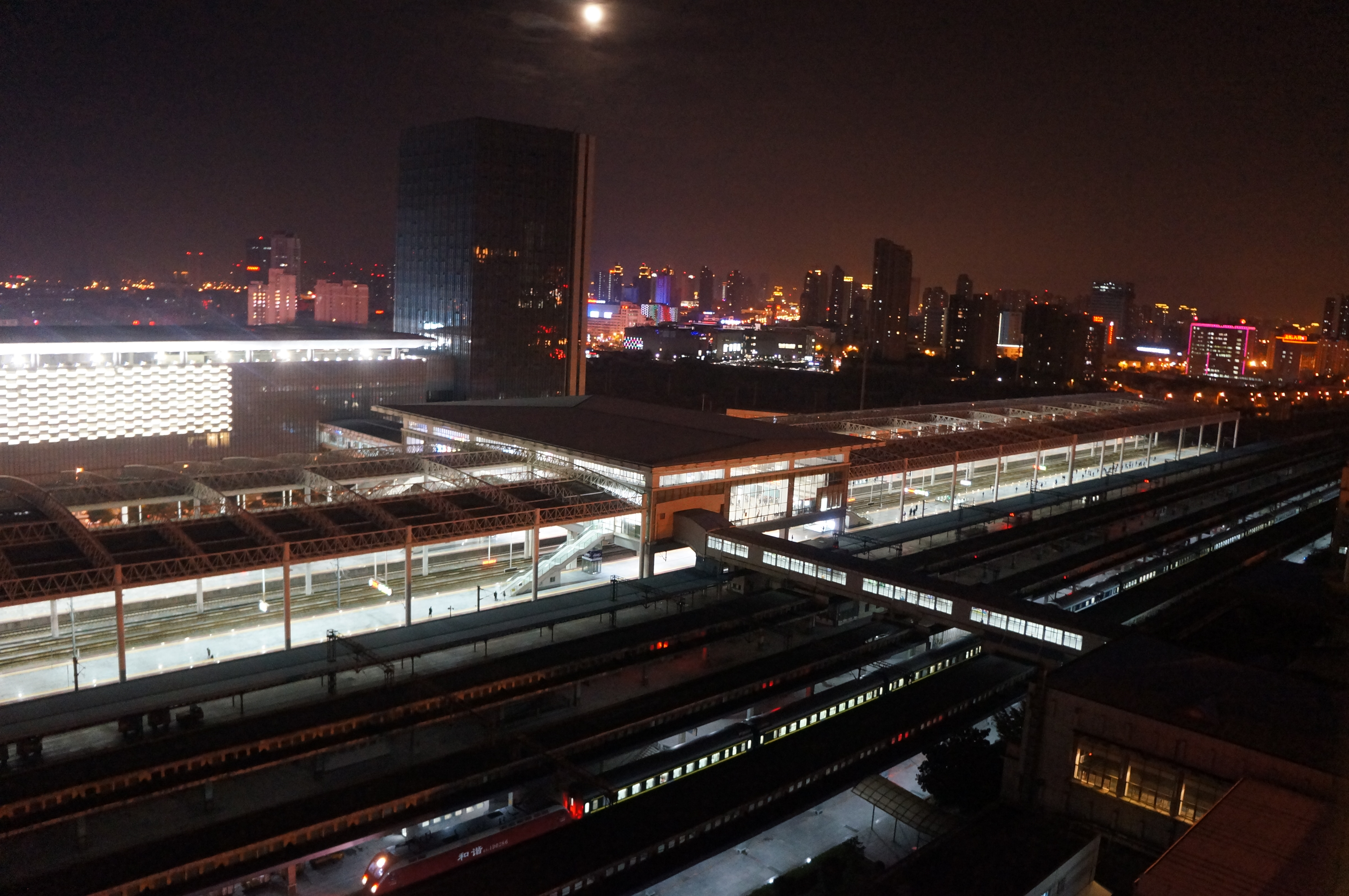
Ga Vô Tích

## Tôn giáo

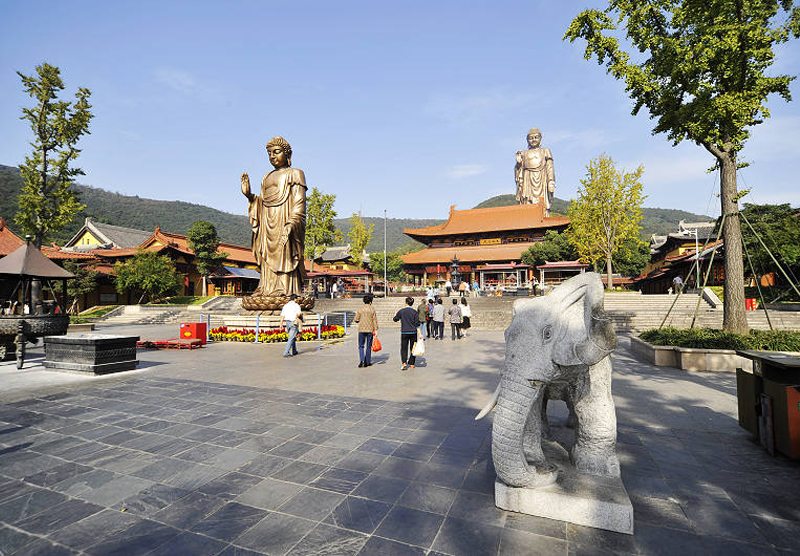
Đền Tương Phú
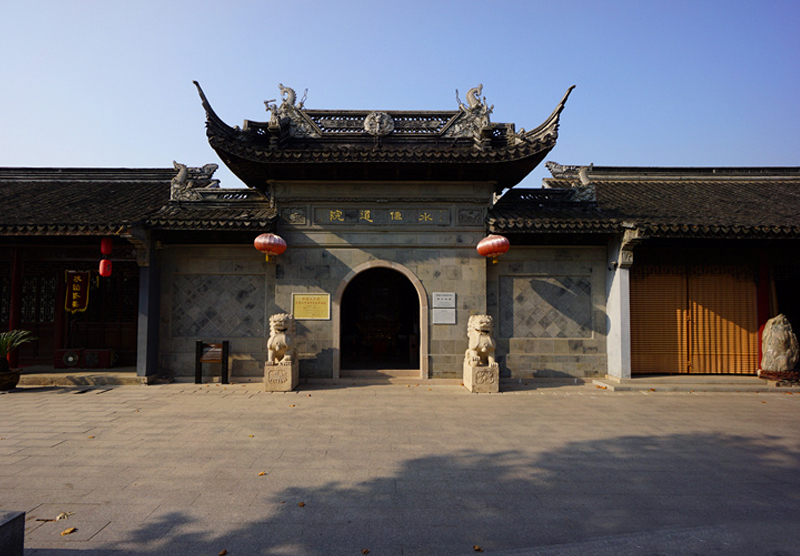
Đền Thủy Tiên
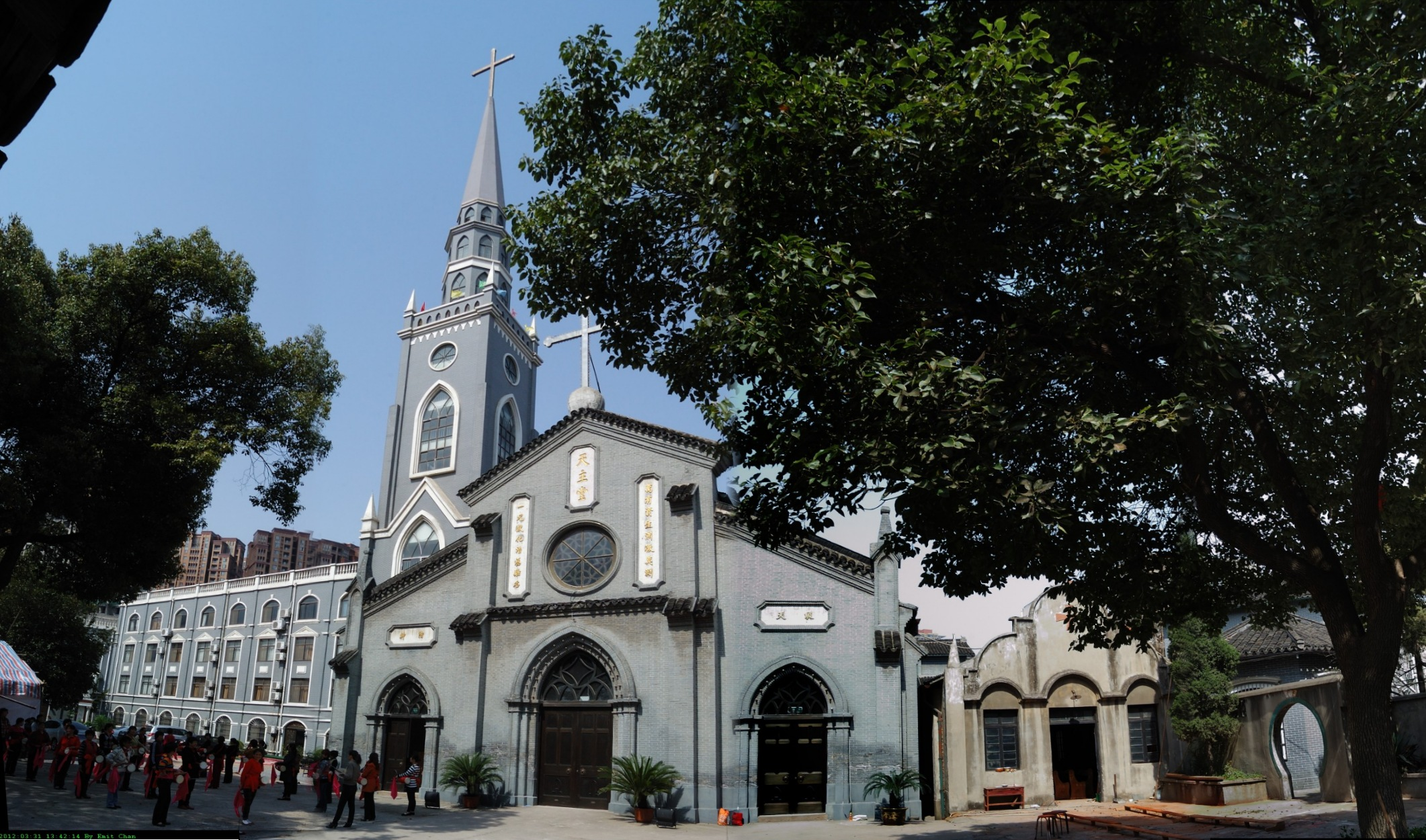
Nhà thờ ở Vô Tích